# Corny-Machéroménil
Corny-Machéroménil è un comune francese di 173 abitanti situato nel dipartimento delle Ardenne nella regione del Grand Est.

## Società

### Evoluzione demografica
Abitanti censiti